# Distretto di Panchthar
Il distretto di Panchthar (in nepalese पाँचथर जिल्ला|पाँचथर जिल्ला) è uno dei 77 distretti del Nepal, in seguito alla riforma costituzionale del 2015 fa parte della provincia di Koshi.
Il capoluogo è la città di Phidim.
Geograficamente il distretto appartiene alla zona collinare delle Mahabharat Lekh.
Il principale gruppo etnico presente nel distretto sono i Limbu.

## Municipalità
Il distretto è suddiviso in otto municipalità, una urbana e sette rurali:
- Phidim (urbana)
- Hilihang (rurale)
- Kummayak (rurale)
- Miklajung (rurale)
- Phalelung (rurale)
- Phalgunanda (rurale)
- Tumbewa (rurale)
- Yangawarak (rurale)